# برایان لوانت
برایان لوانت (انگلیسی: Brian Levant؛ زادهٔ ۶ اوت ۱۹۵۲) کارگردان، فیلم‌نامه‌نویس و تهیه‌کننده اهل ایالات متحده آمریکا است.